# 劇場版ポケットモンスター ダイヤモンド&パール 幻影の覇者 ゾロアーク ミュージックコレクション
『劇場版ポケットモンスター ダイヤモンド&パール 幻影の覇者 ゾロアーク ミュージックコレクション』は、劇場版『劇場版ポケットモンスター ダイヤモンド&パール 幻影の覇者 ゾロアーク』のサウンドトラック。2010年8月4日にメディアファクトリーから発売された。

## 概要
- 劇場版『劇場版ポケットモンスター ダイヤモンド&パール 幻影の覇者 ゾロアーク』のサウンドトラック。
- CDジャケットには、ゾロア、ゾロアーク、セレビィ、ピカチュウ、ポッチャマが描かれている。
- 音楽は、宮崎慎二が担当している。

## 収録曲
1. アバン2010
2. この少年 サトシ
3. ポケモン・バッカー
4. ライモンレジェンズ
5. マァのタテガミ
6. アクション・スタート!
7. 私に従え!
8. ムヒヒヒッ!
9. クラウンシティ 到着
10. タイトルテーマ2010
11. 道に迷ったおかげで 〜君のそばで〜
12. ヤンヤンマ気球
13. わんぱくゾロア
14. 仲間にしてやるゾ!
15. ショータイムだ!
16. セレビィが来る街
17. あれから20年…
18. 幻影の覇者
19. アレはマァだ!
20. 未来を知る男
21. ゾロアーク 回収
22. 枯れた森
23. 壊れていない!?
24. カゲボウズ みやぶるだ!
25. オイラ強いんだゾ!
26. マァが呼んでるゾ!
27. セレビィの恵み
28. 邪魔をするのは知っている
29. 遠吠え
30. 時の波紋の秘密
31. セレビィを渡せ!
32. 伝説の三体
33. やめろ コーダイ!!
34. 街の守り神
35. ピカチュウ VS ハッサム
36. 撤退!
37. 最後のカウントダウン・クロック
38. いつも信じてるさ!
39. みんな!頼んだぞ!
40. ナイトバースト!!
41. 止まれ!ゾロアーク!
42. 私の勝ちだ!!
43. 絶対に許さん!!
44. ふるさと
45. セレビィの祝福
46. 必ず行くからなーっ!
47. アイスクリーム シンドローム （movie edition）
歌：スキマスイッチ
作詞・作曲・編曲：スキマスイッチ
主題歌
48. サイコー・エブリデイ！ （BAND VERSION）
歌：あきよしふみえ with THE GREATEST-BAND
作詞：あきよしふみえ、GJ / 作曲：三留一純 / 編曲：大山徹也